# Memorie di ghiaccio
Memorie di ghiaccio (Memories of Ice) è il terzo volume della saga La caduta di Malazan, di Steven Erikson. Gli eventi in Memorie di ghiaccio avvengono subito dopo quelli del primo libro, I giardini della Luna e in contemporanea agli eventi del secondo, La dimora fantasma.
Memorie di ghiaccio si concentra sulla seconda armata Malazan e i loro nuovi alleati a Genabackis, e la battaglia con Dominio di Pannion, un nuovo potere emergente a sud del continente. Rivela anche importanti questioni sugli dei, gli ascendenti, la storia degli Imass, i K'Chain Che'Malle e i Tiste.